# Spogostylum arenivagum
Spogostylum arenivagum är en tvåvingeart som först beskrevs av Austen 1937.  Spogostylum arenivagum ingår i släktet Spogostylum och familjen svävflugor. Inga underarter finns listade i Catalogue of Life.